# Estação Ferroviária de Alvações
A Estação Ferroviária de Alvações é uma interface encerrada da Linha do Corgo, que servia a localidade de Alvações do Corgo, no Distrito de Vila Real, em Portugal.

## História

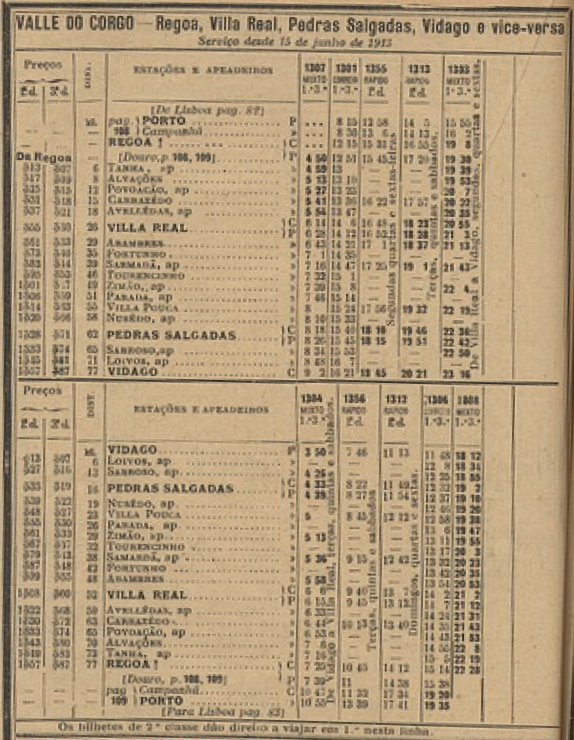
Horário de 1913 da Linha do Corgo, incluindo a estação de Alvações

### Planeamento e inauguração
Já no projecto de 1896 para o troço entre a Régua e Vila Real da então denominada Linha do Valle do Corgo, esta previsto que esta via férrea iria servir a povoação de Alvações do Corgo. Este troço foi inaugurado em 12 de Maio de 1906, pela Divisão de Minho e Douro da operadora Caminhos de Ferro do Estado.

### Encerramento
Este troço foi encerrado para obras em 25 de Março de 2009, tendo sido totalmente desactivado pela Rede Ferroviária Nacional em Julho de 2010.